# Буяновский, Виталий Михайлович
Вита́лий Миха́йлович Буяно́вский (27 августа 1928, Ленинград — 5 мая 1993, Санкт-Петербург) — советский валторнист, педагог и композитор. Солист ЗКР АСО Ленинградской (впоследствии Санкт-Петербургской) филармонии, народный артист РСФСР (1978). Профессор Ленинградской (впоследствии Санкт-Петербургской) консерватории, кандидат искусствоведения. Сын валторниста Михаила Буяновского.

## Биография
Окончил среднюю специальную музыкальную школу при Ленинградской консерватории в 1945 году и Ленинградскую консерваторию в 1950 под руководством своего отца Михаила Николаевича Буяновского. В 1953 году Виталий Буяновский стал лауреатом первой премии Международного музыкального фестиваля «Пражская весна».

После конкурса чешский журнал «Музыкальное обозрение» написал о молодом музыканте: 
Буяновский — весьма привлекательный, скромный, простой, но исключительно интеллигентный мастер, с очень совершенной интонацией. Убедительный и спокойный в своем выражении, но способный к активному воодушевлению. Обладает высокой культурой и своеобразной манерой исполнения... Буяновский будто предназначен для профессуры.
В 1946—1956 гг. играл в оркестре Ленинградского театра оперы и балета имени Кирова, с 1956 г. солист ЗКР Академического симфонического оркестра Ленинградской филармонии. Помимо работы в оркестре важное место в творчестве Виталия Буяновского занимало камерное музицирование.
На протяжении своей карьеры он регулярно выступал как солист и в составе различных ансамблей камерной музыки, в т.ч. в духовом квинтете ЗКР АСО Ленинградской филармонии, ставшем в 1953 году лауреатом Международного конкурса им. А. Рейхи в Праге (Чехословакия).
Похоронен на Серафимовском кладбище Санкт-Петербурга.

## Творчество
Дмитрий Шостакович писал о Буяновском:
Буяновский — один из наиболее ярких представителей советской исполнительской школы. Его искусство возвышенно и строго, ему свойствен безупречный художественный вкус, благородство звучания, эмоциональная сдержанность, тонкое умение передать идейно-образное содержание произведения в соответствии с его характером и стилем. Отличительная черта Буяновского на всём протяжении его артистического пути — любовь к камерной музыке.
Виталий Буяновский — автор ряда произведений для валторны и других духовых инструментов, а также для камерных ансамблей.

## Педагогическая деятельность
С 1961 г. Виталий Буяновский преподавал в Ленинградской консерватории, с 1967 г. доцент, с 1973 г. профессор. Среди учеников Виталия Буяновского разных лет такие валторнисты, как Фройдис Рее Векре, Андрей Глухов, Сергей Довгалюк, Павел Евстигнеев, Анатолий Сухоруков, Станислав Цес, Игорь Карзов, Сергей Поляничко.

## Награды и звания
- Лауреат первой премии Международного музыкального фестиваля «Пражская весна» (1953)[8]
- Лауреат, I премия на VII Всемирном фестивале молодежи и студентов, 1959 год, г. Вена
- Заслуженный артист РСФСР (1963)
- Народный артист РСФСР (1978)

## Произведения
- 2 балета[9]

### Для солирующих инструментов
- Цикл «Из путевых впечатлений» для валторны соло[9]:
  - Италия
  - Скандинавия
  - Испания
  - Япония
- Русская песня для валторны соло (1976)
- Пьеса для тубы соло
- Две сонаты для валторны соло

### Для ансамблей
- Три пьесы для валторны и фортепиано
- Элегия памяти Бриттена[9]
- Соната для двух валторн (1973)[10]
- Вечерние песни для сопрано и валторны[11]
- Балетная сюита для брасс-квинтета (1984)[12]
- Посвящение Николаю Андреевичу Римскому-Корсакову для четырёх валторн
- Речитатив в армянском стиле для четырёх валторн
- Норвежский марш для шести валторн
- Фантазия-приветствие для шести валторн